# Tyler Cain
Tyler Lee Cain,  (nacido el 30 de junio de 1988 en  Rochester Minnesota) es un jugador de baloncesto estadounidense. Con 2.06 de estatura, su puesto natural en la cancha es el de ala-pívot. Actualmente se encuentra sin equipo.

## Trayectoria
Es un jugador formado en South Dakota Coyotes y tras no ser drafteado en 2010, el jugador comenzaría su carrera profesional en Letonia, donde ganaría la liga dos temporadas consecutivas en las filas del VEF Riga. Tras disputar otra temporada más en Letonia con BK Barons y una en Italia, el jugador daría el salto a Francia donde el jugador se convertiría en unos de los mejores jugadores de la LNB PRO A, durante sus pasos por Pau Orthez, JDA Dijon y Châlons-Reims.
En la temporada 2020-21, firma por el Victoria Libertas Pesaro de la Lega Basket Serie A.
El 11 de julio de 2021, firma por el Derthona Basket de la Lega Basket Serie A.